# Kazuma Kaneko
Kazuma Kaneko (金子 一馬?, Kaneko Kazuma; Setagaya, 20 settembre 1964) è un disegnatore e artista giapponese.

## Carriera
Kaneko è conosciuto principalmente per essere stato il character e il demon designer delle serie di videogiochi Shin Megami Tensei, Persona e Devil Summoner. Ha lavorato pure per Capcom, disegnando le forme Devil Trigger di Dante e Vergil nel videogioco Devil May Cry 3. Il 22 aprile 2024 annuncia di essere al lavoro su un nuovo progetto e di aver lasciato Atlus nel 2023.